# Atylotus hasegawai
Atylotus hasegawai är en tvåvingeart som beskrevs av Hayakawa 1978. Atylotus hasegawai ingår i släktet Atylotus och familjen bromsar. Inga underarter finns listade i Catalogue of Life.